# Трематодози
Трематодози — гельмінтози, які спричинюють гельмінти з класу трематод.

## Актуальність
Трематодозами уражено більше 50 млн людей у світі.

## Представники трематод
Клас сисунів / смоктальників (трематоди, лат. trematoda) включає котячого сисуна (або сибірський двовустець, або дворот), печінкового сисуна (двовустець/дворот), гігантського сисуна, китайського печінкового сисуна тощо. У людини і свійських тварин паразитує кілька видів сисунів.

## Трематоди
Усі трематоди є біогельмінтами. У них складний цикл розвитку, обов'язково з проміжним хазяїном (різні види молюсків), а часто і з додатковим хазяїном (риби, раки, краби). Зріле яйце містить покритий віями зародок, званий мірацидієм. Це личинка першій стадії. Потрапивши (активно або пасивно) в тіло проміжного господаря молюска, мірацидій скидає свій війчастий покрив і перетворюється на спороцисту. У спороцисті утворюються редії, в яких шляхом безстатевого розмноження формуються церкарії. Вони мають деякі анатомічні елементи (присоски і органи травлення), притаманні дорослим трематодам. Специфічним органом церкаріїв є хвостовий придаток. Сформувавшись у тілі редій, церкарії покидають проміжного хазяїна. В одних трематод церкарії, що вийшли, втрачають хвостовий придаток, інцистуються і перетворюються в адолескарії. Проковтнуті дефінітивним хазяїном адолескарії в його організмі перетворюються на дорослу форму. Так, зокрема, йде розвиток у трематод фасціол. В інших трематод цикл розвитку характеризується тим, що церкарії проникають у тіло другого проміжного (додаткового) хазяїна і там перетворюються на метацеркаріїв. При поїданні другого проміжного хазяїна, яким є риби і ракоподібні, метацеркарії потрапляють в організм основного хазяїна. Так відбувається розвиток у представників родів Opisthorchis, Clonorchis, Metagonimus тощо.
Трематоди виникли, мабуть, від війчастих червів, які перейшли до паразитичного способу життя. Трематоди характеризуються головним чином відсутністю сегментування тіла; листоподібною або ланцетоподібною формою; наявністю двох присосок, що визначило ще одну їхню загальну назву двовустеці або двороти; гермафродитизмом (окрім шистосом).
У трематод вділяють підкласи Дігенеї (дігенетичні сисуни) і Аспідогастри (у людей не паразитують).

### Особливості будови трематод
Тіло трематод, як правило, сплющено. Вони завдовжки від 1 мм'до декількох сантиметрів. Органи фіксації представлені м'язовими присосками і хітиновими шишками. Присосок зазвичай дві — ротова і черевна. Тіло трематод покрите кутикулою, що утворює разом з розташованими досередини від неї м'язовими шарами шкірно-м'язовий мішок, в якому знаходяться внутрішні органи.
Нервова система являє собою два ганглії, що розташовані в передній частині тіла. Від гангліїв наперед і назад відходять три пари нервових стовбурів. Вони з'єднані між собою поперечними комісурами, від яких відходять нервові відгалуження.
Травна система починається ротовим отвором, розташованим у глибині ротової присоски. Ротовий отвір веде в глотку. За нею йде стравохід, який переходить у два кишкових стовбура, що сліпо закінчуються в задній частині тіла. У деяких трематод, наприклад фасціол, кишкові трубки мають відгалуження.
Чоловічий статевий апарат у гермафродитичних трематод складається з двох сім'яників, від яких відходить по одному сім'япроводу. Сім'япроводи з'єднуються в один непарний сем'явиносний проток, частина якого буває укладена в спеціальний м'язовий орган (так звану «бурсу циррус») і відкривається на черевній поверхні тіла. Під час злягання чоловічий статевий орган встромляється через жіночий статевий отвір у матку.
Жіночий статевий апарат має складнішу будову. Орган, в якому відбувається формування яйця, оотип являє собою невелику порожнину, біля якої концентруються всі інші органи жіночої статевої системи. З оотипом за допомогою яйцевода з'єднаний яєчник, який виділяє зародкові яйцеві клітини. Крім того, з оотипом з'єднаний орган, в якому знаходяться запаси сперми — сем'яприймальник. У оотип відкриваються також залози, що виділяють елементи, необхідні для формування яєць. Це жовточники, що являють собою комплекс парних гроноподібних залоз. Жовточники локалізуються в бокових частинах цестод і мають свої спеціальні вивідні протоки (правий і лівий), які з'єднані між собою по середній лінії тіла гельмінта і утворюють непарний жовтковий резервуар, що з'єднується з оотипом. Нарешті, з оотипом з'єднується тільце Меліса — особлива залоза, яка виділяє рідину, яка омиває оотип і матку, що полегшує просування яєць до статевого отвору. Матка має форму звивистої трубки і відкривається поряд з чоловічим статевим отвором. Призначення матки у трематод двояке. Вона грає роль вагіни, будучи органом, що сприймає чоловічу сперму, а згодом є органом для зберігання і виділення зрілих яєць назовні. До оотипу часто примикає також невеликий лауреров канал, що відкривається на дорсальній поверхні тіла. Іноді він служить для злягання, замінюючи матку.
Яйцям трематод притаманна щільна оболонка. У них є кришечка на одному полюсі яйця та потовщення шкаралупи на іншому.

## Основні трематодози і види гельмінтів, що їх спричинюють
Серед трематодозів часто зустрічаються шистосомози, фасціольоз, клонорхоз, опісторхоз тощо.

### Фасціоліди
Fasciolidae — великі трематоди, що досягають декількох сантиметрів завдовжки. Ротова і черевна присоски розташовуються близько одна від одної. Кишкові стовбури з відростками. Насінники і яєчник древоподібно розгалужені чи розділені на частки. Сім'яприймальника немає. Статеві отвори лежать безпосередньо попереду черевної присоски, бурса цирруса добре розвинена. Жовтяники розташовані в латеральної зоні по всій довжині тіла. Матка слабо розгалужена, розташована в передній половині тіла попереду яєчника. Яйця великі з відносно тонкою шкаралупою. До ряду Echinostomida відносять звичайного печінкового сисуна / Fasciola hepatica, Fasciola gigantica, Fasciola indica — збудників фасціольозу. Ці фасціоли найчастіше зустрічається у людини.

##### Фасціольоз
Для фасціольозу характерне переважне ураження печінки і жовчовивідної системи, хронічний перебіг. Гельмінтоз виявляють у 17 млн людей у світі. Основним джерелом гельмінтозу є велика та дрібна рогата худоба. Потрапляння у водойми, де мешкають прісноводні молюски, фекалій, що містять яйця фасціол, приводить до формування осередку інвазії. Люди заражаються, вживаючи в їжу різні водні рослини (дикий кресс-салат, кок-сагіз, тощо), на яких фіксовані адолескарії фасціол. Можна заразитися і при вживанні в їжу звичайних городніх овочів (салат, цибуля), для поливу яких використали воду із забрудненого водоймища. Є випадки зараження людини при вживанні в їжу погано просмаженої тваринної печінки, в якій збереглися живі статевозрілі гельмінти.

### Опісторхіди
Opisthorchidae — трематоди середньої величини (близько 1 см). Присоски зближені, черевна присоска слабо розвинена, знаходиться в передній частині тіла. Статеві отвори лежать попереду черевної присоски. Статева бурса відсутня. Насінники в задній частині тіла розташовані по діагоналі, яєчник-попереду них. Жовтяники зазвичай знаходяться попереду сім'яників і яєчників, в латеральних полях тіла. Кишкові стовбури прямі або звивисті. Матка розташовується попереду яєчника. Яйця дрібні. Для людини практичне значення мають представники родів Opisthorchis (спричинюють опісторхоз) і Clonorchis (клонорхоз).

##### Опісторхоз
Спричинюють двовустеці́ (або дворо́ти чи сисуни́) Opisthorchis felineus і O. viverrini. Характеризується хронічним перебігом з переважним ураженням жовчних проток і жовчного міхура, печінки і підшлункової залози (органів гепатопанкреатичної зони). Дніпровський річковий басейн (Дніпро з його притоками) вважається одним з найбільших, поступаючись за інтенсивністю лише Обсько—Іртишському в Роійській федерації. Хвороба реєструється у багатьох областях України, але найбільша ураженість населення спостерігається у Північно—Східному регіоні. У країнах Південно—Східної Азії: (Таїланд, В'єтнам, Лаос), Малайзії, на Тайвані є осередки опісторхозу, який спричинює Opisthorchis viverrini. Інтенсивні осередки опісторхозу спостерігаються переважно в районах з широко розвиненим рибальством, де населення багато споживає свіжозамороженої риби (строганини), малосольну і в'ялену.
Кінцевим хазяїном можуть бути людина і ссавці, що їдять рибу і мешкають у межах ареалу поширення двовустеців. Це коти, лисиці, ведмеді, собаки (в тому числі й свійські собаки), свині (в тому числі й свійські свині) тощо. Статевозрілі гельмінти паразитують у жовчних протоках, жовчному міхурі, протоках підшлункової залози декілька десятків років. Один гельмінт виділяє за добу близько 1000 яєць, які з жовчю потрапляють до кишечнику і виносяться з фекаліями назовні. Першим проміжним хазяїном є прісноводні зяброві черевоногі молюски родини Bithyniidae, зокрема роду Bithynia, в організмі яких, при заковтуванні яєць гельмінта, відбувається складний цикл розвитку личинок (мірацидій — спороциста — редій), що завершується виходом активної форми паразита — церкарія. Цикл розвитку всередині молюска триває 2-3 місяця залежно від температури води. Зона поширення гельмінта чітко відповідає зоні мешкання цих молюсків, що живуть на водних рослинах, мулистому чи глинистому дні. Другим проміжним або додатковим хазяїном є різні коропові риби. Основний хазяїн заражається, з'їдаючи термічно необроблену рибу.
У дванадцятипалій кишці під дією шлункового соку і травних ферментів м'ясо риб перетравлюється і метацеркарії звільняються від оболонки. По загальній жовчній протоці вони потрапляють у печінку і в жовчний міхур, а по вірсу́нговій протоці — у підшлункову залозу. Статеве дозрівання метацеркаріїв в організмі кінцевого хазяїна відбувається протягом 3-4 тижнів. Опісторхоз є природно-осередковою інвазією. Джерелом і резервуаром інвазії є заражена людина та рибоїдні ссавці. Через складний біологічний цикл гельмінта люди та тварини не є безпосередньо заразними для інших людей і тварин. Частіше зараження спостерігається в рибалок, членів їх сімей, осіб, що мають професії «водного» профілю. Тривалість хвороби сягає десятиліть. Гельмінтоз може призвести до розвитку біліарного цирозу печінки або раку жовчних проток.

##### Клонорхоз
Осередки інвазії є в окремих регіонах Російської федерації та у країнах традиційного туризму в Південно-Східній Азії. За своїми клінічними проявами нагадує опісторхоз. Ця інвазія чинить значний вплив на здоров'я людей та економіку країн регіону, спричинює цироз печінки і рак жовчних проток. Міжнародне агентство з вивчення раку (IARC) класифікує збудника клонорхозу як агента групи 1, канцерогенних для людини. Тривалість життя збудника в організмі людини сягає 25-40 років і більше.

### Дікроцеліїди
Dicrocoeliidae — тіло середньої величини (близько 1 см). Присоски лежать у передній частині тіла. Кишкові стовбури не розгалужені. Насінники розташовані в середині тіла, один за іншим. Статеві отвори знаходяться попереду черевної присоски. Жовтяники лежать латерально по середині довжини тіла або в передній половині його. Матка утворює численні петлі, головним чином у задній частині тіла. Яйця дрібні, темно-бурого забарвлення, відкладаються з дозрілим мірацидієм. У людини зареєстровані Dicrocoelium lanceatum / dendriticum (дікроцеліоз) і Eurytrema pancreaticum.

##### Дікроцеліоз
Ланцетоподібний сисун є широко поширеним гельмінтом жовчних проток і жовчного міхура багатьох тварин — великої і дрібної рогатої худоба, свиней, коней, віслюків, собак, котячих, зайців, ховрахів, кроликів, ведмедів, оленів, ланей, лосів, лам, газелей, африканських мавп. Здатний уражати людей. При ньому розвивається холангіт, дискінезії жовчних шляхів, гепатит і зрідка біліарний цироз печінки як при опісторхозі.

### Гетерофіїди
Гетерофіди (Heterophyidae) — дрібні трематоди завдовжки ‹2,5 мм. Передня частина тела вузька, мускулиста, задня — округла. Кутикула покриття мелкими шипіками. Присоски слабо розвинуті. Черевна присоска розміщується у середини тіла або відсутня. Біля неї зазвичай знаходиться статева присоска, в якій відкриваються статеві отвори. У заднього кінця тіла знаходяться 1-2 сім'яники, а попереду них яєчник. Жовтяники розташовані в латеральних полях у задній частині тіла. Задні петлі матки зазвичай лежать між сім'яниками і статевим отвором. У людини зустрічаються метагоніміди: Metagonimus yokogawai, Metagonimus takahashii, Metagonimus miyatai (збудники метагонімозу) і Heterophyes heterophyes (збудник гетерофіозу).

##### Гетерофіоз
Його спричинює Heterophyes heterophyes. Гельмінтоз характеризується ураженням кишки, деяких інших органів, алергічними проявами. Гельмінт уражає тонку кишку людини, деяких ссавців і птахів. Проміжні хазяї — це прісноводні черевоногі молюски Pironella conica, Meiania tuberculata, Cleopatra bulimoides, Ccrithidea cingulata. Додатковими хазяями можуть бути риби — кефаль, гамбузія.

##### Метагонімоз
Перебігає з ураженням тонкої кишки. Передається через термічно необроблену рибу, є більшою мірою захворюванням сільського та малозабезпеченого населення. Зараження може статися від поїдання лише однієї зараженої риби. У кишечнику людини з цист, з'їдених з рибою, вилуплюються личинки, що проникають у слизову оболонку і просуваються в її товщі, прокладаючи вузькі ходи. Через 2 тижні гельмінти досягають статевої зрілості й виходять у просвіт кишки. Внаслідок механічної, а ймовірно, і токсико-алергічної дії гельмінтів виникає катаральний ентерит. При повторних зараженнях гельмінтоз триває хронічно. Після зараження виникає гарячка, головний біль, нудота, діарея, уртикарний і папульозний висип. Гострі прояви зберігаються впродовж 2—4 діб.

### Ехіностоматіїди
Echinostomatidae — їх легко відрізнити від інших трематод за характерним головним коміром (адоральним диском), який забезпечений шипами, розташованими в 1-2 ряди. Є велика черевна присоска. Сім'яники злегка лопатеві, лежать у задній частині тіла один позаду іншого або навскіс один до одного. Зазвичай є циррус і бурса цирруса. Яєчник розташований попереду сім'яників, в середині тіла або злегка відсунутий вправо. Сім'яприймальника немає. Жовтяники добре розвинені, зазвичай лежать на латеральних полях, частіше в задній половині тіла. Петлі матки розташовуються між яєчником і черевною присоскою. Яйця з тонкою шкаралупою, відносно великі. У людини зареєстровано кілька видів роду Echinostoma і окремі види Echinoparyphium і Euparyphium.

### Нанофієтиди
Nanophyetidae — завдовжки 0,8 мм. Кутикула озброєна шипиками. Кишкові стовбури не переходять за рівень задніх країв сім'яників. Черевна присоска знаходиться декілька попереду середини тіла, статевий отвір — позаду черевної присоски. Цільнокрайні овальні насінники лежать у задній половині тіла на одному рівні, злегка зрушені до бічних краях. Овальний або круглий цільнокрайній яєчник розташований праворуч від черевної присоски, попереду насінників. Жовтяники без особливої закономірності розсіяні по всьому тілу від рівня глотки до заднього кінця, зосереджуючись головним чином на дорсальній стороні. Матка слабо розвинена, знаходиться в проміжку між проглотидами, містить невелику кількість великих яєць, що нагадують за формою яйця широкого стьожківця. У людини зареєстровано паразитування Nanophyetus schikhobalowi (збудник нанофієтозу).

##### Нанофієтоз
Гельмінтоз, що перебігає з явищами запалення тонкої кишки, з діареєю, дискомфортом у животі, нудотою і блюванням, втратою ваги, виразною втомою. Збудником є північноамериканська та російська троглотремтоїдна трематоди, які належать до Platyhelminthes: Nanophyetus salmincola у Північній Америці та Nanophyetus schikhobalowi у Східному Сибіру відповідно.

### Парагоніміди
Paragonimidae — кутикула покрита шипиками. Ротова присоска розташована термінально на передньому кінці тіла з вентральної його боку. Є глотка. Кишківник довгий, звивистий. Черевна присоска відносно невелика, біля середини тіла. Бурси цирруса немає. Статеві отвори є безпосередньо позаду черевної присоски. Яєчник знаходиться субмедіанно попереду сім'яників. Жовтяники гіллясті, розташовані латерально вздовж усього тіла. Матка звита, але невелика за розміром. Екскреторний міхур трубкоподібний, довгий. У людини хазвичай паразитує вид Paragonimus westermannii — збудник парагонімозу.

##### Парагонімоз
Це біогельмінтоз, що характеризується переважним ураженням органів дихання, підшкірно-жирової клітковини, скелетних м'язів, рідше — головного мозку. Має хронічний рецидивний перебіг. Зустрічається на Далекому Сході, Китаї, Південно-Східній Азії, Філіппінах, рідше — у Південній Америці, країнах Центральної і Західної Африки. Вважається, що в світі інфіковані ним щонайменше 22 млн людей. Загалом більше 10 видів роду Paragonimus здатні інфікувати людей, але тільки 8 з них спричинюють значні зрушення в організмі людини. Зараження людини відбувається через вживання погано термічно обробленого зараженого м'яса прісноводних крабів, раків, креветок.

### Шистосоматиди (шистосоми)
Schistosomatidae — роздільностатеві трематоди. Самиця зазвичай довше самця і розташовується, особливо в період капуляції, у вентральній борозні самця (гінекоформному каналі). Незрілі шістозоматіди і зрілі після запліднення живуть окремо. Присоски слабо розвинені, у деяких видів можуть бути відсутні. Глотки немає. Стовбури кишківника довгі, іноді з'єднуються. Статеві отвори знаходяться позаду черевної присоски, якщо вона є. У самця чотири або більше сім'яників. Лежать вони в передній або задній частині тіла, безпосередньо попереду злиття стовбурів кишківника. У самки позаду яєчника розташовуються розвинені жовтяники. У яєць тонка шкаралупа, вони позбавлені кришечки, всередині них є розвинутий мірацидій. З шистосом найбільше значення для медицини жарких країн мають три види: Schistosoma mansoni, S. haemotobium і S. japonicum.

##### Шистосомози
Група гельмінтозів, які спричинюють гельмінти роду Schistosoma. При них може уражатися сечовивідні шляхи або кишки. Проявляються болем у животі, діареєю, появою крові у фекаліях чи сечі. У пацієнтів, які хворіють тривалий час, можуть спостерігатися гепатит, ураження нирок, безпліддя, рак сечового міхура. Всі шистосоми, які облігатно паразитують у людей, є біогельмінтами з наявністю проміжного хазяїна — прісноводного молюска. Потрапляння личинок із заражених водойм в організм людини йде активно через шкіру (перкутанно) або слизові ротоглотки. Шистосомози особливо поширені серед дітей у країнах, що розвиваються, оскільки ті часто граються в інфікованій воді. До інших груп високого ризику належать фермери, рибалки та люди, які використовують інфіковану воду в щоденній діяльності. Хворіють 210 млн людей у світі, помирає від ускладнень щорічно до 200 тисяч людей.
Шистосомози найпоширеніші в Африці, а також Азії та Південній Америці. Близько 700 мільйонів людей у понад 70 країнах світу мешкають у районах поширення шистосмозів. Причиною пояпи проявів шистосомозів є реакція організму на яйця гельмінтів, а не на них самих. Шистосомози поділяються на сечостатевий (спричинює S. haematobium), кишковий (спричинює S. mansoni) і японський (спричинює S. japonicum). S. intercalatum, S. guineansis, S. mekongi, а також деякі тваринні види шистосом спричинюють невелику частку хвороб у людей. Церкарії пташиних видів шистосом спричинюють у людей дерматит.
При сечостатевому шистосомозі дорослі гельмінти живуть у системі ворітної вени, розгалуженнях мезентеріальних вен і у венозних сплетіннях малого тазу, особливо сечового міхура. Самиці відкладають яйця в дрібних венозних судинах, звідки вони виносяться у сечовий міхур і з сечею виводяться назовні. Основною клінічною ознакою цього виду шистосомозу є гематурія. У запущених випадках часто формується фіброз сечового міхура і сечоводів, ураження нирок. Імовірним ускладненням на останній стадії є рак сечового міхура. У жінок цей вид шистосомозу здатен призвести до вагінальних кровотеч, болю під час статевого акту і утворення вузлів на зовнішніх статевих органах, безпліддя. У чоловіків він здатний е призвести до розвитку патології сім'яних пухирців, передміхурової залози та інших органів, азоспермії. Сечостатевий шистосомоз суттєво сприяє ВІЛ-інфікуванню, особливо у жінок.
Кишковий шистосомоз, який спричинює S. mansoni, широко поширений у країнах Африки, Південної й Центральної Америки. Ххарактеризується проживанням дорослих особин у судинах травного тракту, переважно товстого кишечника. Ураження може спричиняти біль у животі, діарею і появу крові у випорожненнях. Через 10-15 років після першої маніфестації спостерігається збільшення печінки та селезінки, що часто пов'язано з накопиченням рідини в черевній порожнині та гіпертензією в абдомінальних кров'яних судинах
з розвитком синдрому портальної гіпертензії.
При шистосомозі, спричиненому S. japonicum (японський) і S. mekongi (меконговий) клінічні прояви нагадують перебіг кишкового шистосомозу, але самиці цих видів відкладають велику кількість яєць, які часто заносяться в легені, печінку, ЦНС та інші органи, що призводить до численних серйозних судинних порушень у них. При цих шистосомозах тварини, особливо велика рогата худоба, можуть стати серйозним джерелом інвазії. Японський шистосомоз поширений як в зоні вологих тропічних лісів, так і в зонах з субтропічним типом рослинності. Меконговий шистосомоз зустрічається в Камбоджі, Лаосі і Таїланді. Шистосомоз інтеркалатний, який спричинює S. intercalatum, та гвінейській, що зумовлює S. guineansis, мають клінічні прояви як при кишковому шистосомозі, але загалом доброякісний клінічний перебіг. Шистосомоз інтеркалатний реєструється в ДР Конго, Габоні, Камеруні, Чаді, а гвінейський — в деяких регіонах західної Африки.
Дерматит, який спричинюють церкарії (церкаріоз, свербіж купальників, водяний свербіж, шистосомний дерматит), виникає через паразитування личинок шистосом, які в стадії статевої зрілості є у водоплавних птахів (зрідка у ссавців), а людина не є для них специфічним хазяїном. Вони мають здатність проникнути в шкіру людини, де формуються набряки з лізисом клітин поверхневого шару шкіри, в результаті імунологічних реакцій личинки гинуть. Через 10-15 хвилин після проникнення в шкіру личинок з'являється свербіж шкіри, а через годину після купання на шкірі виникають плями, що зникають за 6-10 годин. При повторному зараженні на шкірі утворюються еритеми та червоні папули, що супроводжуються сильним свербежом. У центрі деяких папул з'являються крововиливи. Папули формуються на 2-12-й день після зараження і зберігаються загалом до 2-х тижнів. Захворювання закінчується спонтанним одужанням. На місці папул упродовж декількох тижнів зберігається пігментація. Подібні неінтенсивні шкірні прояви можуть виникнути й при перкутанному зараженні людськими шистосомами. 

## Діагностика
Залежить від особливостей гельмінтозів, місця їхнього паразитування в організмі людини. 
- Для діагностиці інвазій, спричинених фасціолами, яйца шукають у динаміці у фекаліях та жовчі.
- Для діагностики опісторхозу і клонорхозу проводиться мікроскопічне обстеження на яйця у жовчі та фекаліях, ІФА для виявлення різних класів антитіл.
- Для діагностики дікроцеліозу першочергово досліджуються фекалії на наявність у них яєць збудника методом мазка з подальшим розгляданням його під звичайним оптичним мікроскопом.
- Яйця збудника гетерофіозу виявляються у фекаліях за допомогою оптичної мікроскопії вже через 7-8 днів від зараження. Однак у зв'язку зі значною схожістю їх з яйцями збудників клонорхозу і метагонімозу для уточнення діагнозу нерідко проводиться пробна дегельмінтизація.
- Діагностика метагонімозу досягається дослідженням яєць гельмінтів у калі. Є складною, адже виділення йде у малій кількості, тому досліджувати слід багато мазків. Теж саме стосується й нанофієтозу.
- Легеневий парагонімоз підтверджується виявленням при мікроскопії яєць гельмінта в мокротинні, іноді й у фекаліях. Личинковий гострий парагонімоз підтверджують серологічними реакціями зі специфічним антигеном в ІФА. Також проводять топічну діагностику: рентгенографія та УЗД легень, МРТ, КТ.
- Діагностика шистосомозів ґрунтується на виявленні яєць паразитів у зразках калу або сечі. Через відносно низькі рівні відкладання яєць шистосомами потрібно застосовувати дослідження калу по Като, методики флотації, осадження або спеціальні методики, що ґрунтуються на фототропізмі личинок.

## Лікування трематодозів у людей
Основним антитрематодозним препаратом є празиквантел. Застосовується також нітазоксанід, триклабендазол, бітініол.
- При фасціольозі ці препарати призначають не раніше 1-2 місяців від початку гельмінтозу через нечутливість молодих форм фасціол до протипаразитарних ліків;
- У ті ж терміни проводиться лікування опісторхозу, хоча застосовується тільки празиквантел.
- При дикроцеліозі окрім празиквантелу застосовується тріклабендазол.
- При гетерофіозі основним препаратом також є празиквантел. Хірургічне лікування гетерофіозу мозку рекомендується у випадках наявності одиничних кіст або локалізації їх групами.
- У лікуванні метагонімозу основним препаратом є празиквантел.
- Лікування парагонімозу здійснюється празиквантелем, триклабендазолом, бітініолом. Велике значення має патогенетична терапія.
- У лікуванні шистосомозів препаратом вибору є празиквантел, що призначається при сечостатевому, кишковому, інтеркалатному та гвінейському шистосомозах у добовій дозі 40 мг/кг маси тіла в два прийоми протягом 1 дня. При японському та меконговому шистосомозах добову дозу празиквантеля збільшують до 65-70 мг/кг, вона поділяється на три прийоми протягом 1 дня. При кишковому шистосомозі також використовуються нірідазол або оксамніхин.